# Білак Юрій
Білак Юрій (1961, Франція) — французький фотограф українського походження. Створює композиції фотографій, в яких відображена культура та побут українського народу. Син вояка Буковинського куреня Ореста Білака.

## Життєпис
Народжений у 1961 у Франції в сім'ї українських емігрантів, Юрій з раннього дитинства виховувався в українській культурі. Наприкінці 90-х, після гастрольних поїздок по Франції із спектаклями, Юрій стає режисером театральних постановок для юного глядача і професійно
захоплюється фотографією. 
Вперше Юрій Білак відвідав Україну, коли у 1983 році приїхав до Львова з метою вдосконалення як танцюрист. У 2004 він почав свій проєкт — етнографічний репортаж про країну своїх предків.

### Творча діяльність

#### Виставка тактильних фото в Києві
У 2008 році він подорожував по Україні з фотоапаратом. Так народилася фотовиставка «Українці», на якій люди із вадами зору мали можливість дотиком «побачити» світлини експозиції. 20 травня 2008 року в Києві в Українському домі були виставлені унікальні роботи фотографа, до яких можна було «доторкнутися і побачити». Подібна виставка для людей з вадами зору — перша в історії, як українського, так і європейського мистецтва. В основі виставки — 30 кольорових фотографій колекції Білак під загальною назвою «Українці», які вже експонувалися в Києві, Львові та Бухаресті у 2007 році. Ці фотографії являють собою етнографічний репортаж Білак про країну його предків і, як говорить сам автор, «описують Україну такою, якою вона ще не відома світової спільноти».
На виставці разом з оригіналами фото представлені їх тактильні аналоги — прозорі, рельєфні файли, виготовлені з полімеру. Доторкнувшісь і промацати які, можна уявити собі те, що зображено на кольорових фотографіях.
Найцікавішим є те, що кожну з тактильних фотографій, які автор ідеї називає «подорожжю у світ сліпих і справжнім відкриттям очей зрячим», супроводжує звуковий файл. Це коментар, який глибше розкриває художні та технічні деталі фотографії. Для озвучування тактильних файлів Юрій Білак запросив 18 українських знаменитостей, серед яких Ольга Герасим'юк, Богдан Бенюк, Олег Скрипка, Марія Єфросініна, Ольга Сумська, Катерина Ющенко, Арсеній Яценюк, Микола Вересень, Олег Пінчук, Володимир Гришко та інші.
Презентували відкриття виставки спікер парламенту Арсеній Яценюк, який є засновником благодійного фонду Open Ukraine, і дружина президента України Катерина Ющенко. Як зазначив Арсеній Яценюк, його фонд підтримав проект Білак тому, що він "допомагає бачити Україну в новому світлі: інноваційною, відповідальною, з європейською ментальністю. Це яскравий приклад того, як об'єднані зусилля українців … наближають реальний світ до людей, які позбавлені можливості бачити його у різних фарбах ". Арсеній Яценюк також оголосив, що виставка проїде з загальнонаціональним туром по регіонах України та її зможуть «побачити» (і почути) незрячим українці Львова, Івано-Франківська, Донецька, Чернігова та Харков.
На відкритті виступила перша леді України Катерина Ющенко, підкресливши важливість «початої в країні дискусії щодо вільного доступу до мистецтва, медицини та освіти людей з обмеженими можливостями».
«Головні бар'єри, які ми повинні подолати, — це бар'єри в нашому світосприйняття і ставлення до людей з особливими потребами … Ми звертаємо увагу суспільства до проблем незрячих людей», — сказала пані Катерина Ющенко.
Ще раніше у 2007 році, відбулася перша виставка в Львівському музеї етнографії, з якої стартував у Львові фестиваль «Французька весна», у трьох залах вибудували «чорний кабінет» із спеціальним освітленням. У ньому ефектно виглядають великоформатні кольорові світлини етнографічного фоторепортажу Юрія Білака, надруковані фірмою «Епсон».
«У французькій мові вираз фотографувати звучить дослівно, як „узяти фотографію від людини“. Я ж не хочу брати, хочу щоб людина сама давала цю фотографію. Для мене це важливо. Я фотографую українців, тому що це нація із великою духовною культурою. Мені симпатичні ці обличчя. Я не знімаю нічого окрім людей. На виставці ви знайдете тільки одну світлину, де не видно людей: на ній зображено церкву у карпатському надвечір'ї. Люди всередині церкви, вони співають Великодніх пісень. Вітаю всіх зі світами!», — каже Юрій Білак, який мріє зробити своє мистецтво доступним для широких мас.